# Outta My Head (album Diandra)
Outta My Head è l'album di debutto della cantante Diandra, pubblicato il 6 luglio 2012 dalla Universal Music, due mesi dopo aver vinto Idols. L'album entrò nella classifica finlandese alla 28ª settimana del 2012 direttamente alla prima posizione. Inoltre, l'album ha ricevuto nel 2012 la certificazione di disco d'oro in quanto ha venduto oltre 10 000 copie.

## Brani
In Outta My Head la cantante ha inciso diverse cover, oltre a canzoni proprie scritte sia in finlandese sia in inglese.
Il primo singolo estratto dall'album è stato Onko Marsissa lunta?, pubblicato a maggio, prima dell'uscita dell'album. Il 4 giugno 2012 venne pubblicato il secondo singolo, Outta My Head e il terzo singolo, Prinsessalle, venne pubblicato a settembre.

## Tracce
1. Like a Tattoo – 3:43 (Eric Palmqwist, Erik Nyholm)
2. Outta My Head – 3:50 (Eric Palmqwist, Erik Nyholm)
3. Only Girl In The World – 4:14 (Crystal Johnson, Mikkel Eriksen, Sandy Wilhelm, Tor Hermansen)
4. Prinsessalle – 3:44 (Mariska, Paula Vesala, Tuomas Kantelinen)
5. Maailma on sun – 4:20 (Matti Mikkola, Otto Grundström)
6. A Reason Why – 3:15 (Eric Palmqwist, Erik Nyholm)
7. Listen – 4:00 (Anne Preven, Beyoncé Knowles, Henry Krieger, Scott Cutler)
8. Why Can't My Heart Break – 3:56 (Erik Nyholm, Milos Rosas)
9. Born This Way – 3:51 (Fernando Garibay, Jeppe Breum Laursen, Paul Blair, Stefani Germanotta)
10. I Have Nothing – 4:21 (David Foster, Linda Thompson)
11. Onko Marsissa lunta? – 4:04 (DJPP, Matti Mikkola, Olavi Uusivirta) – Bonus track

## Classifica
| Classifica | Massima posizione |
| ---------- | ----------------- |
| Finlandia  | 1                 |